# 41 TCN
Năm 41 TCN là một năm trong lịch Julius. 